# La Virgen de los sicarios (película)
La Virgen de los sicarios es una película colombo-francesa dirigida por Barbet Schroeder, adaptación de la novela homónima de Fernando Vallejo. La película fue estrenada en el 2000 y está protagonizada por Germán Jaramillo, Anderson Ballesteros y Juan David Restrepo.

## Sinopsis
La película cuenta la historia de Fernando, un escritor homosexual que regresa a Medellín tras varios años de ausencia y se encuentra con una ciudad plagada de violencia a causa de los carteles de la droga. Allí conoce a Alexis, un joven sicario de 16 años con quien sostiene una relación sentimental. Este es seguido y cazado sin éxito por los sicarios de bandas rivales, ya que es el único sobreviviente de su banda, y por venganzas, es importante acabarlo. Ambos inician una relación en la que el primero va acabando con la gente que «estorba» a la tranquilidad del segundo. Cuando Fernando decide que es suficiente y quiere marcharse de Medellín con Alexis, este es por fin asesinado. Al transcurrir un tiempo Fernando atraviesa distintas situaciones las cuales lo llevan a contemplar la idea de tener otra pareja. Fernando, conoce a Wilmar, un chico con el que inicia una nueva relación; después de un tiempo se entera de que el asesino de Alexis, conocido como La Laguna Azul, es el mismo Wilmar, debido a que un tiempo se pintó el cabello de rubio y lo comparaban con el protagonista de la película. Lleno de ira, se propone matarlo. Van juntos a un motel y en un momento Fernando, ya dispuesto a proceder, pregunta mientras lo apunta con su pistola porqué mató a Alexis, a lo que el otro responde: «Él mató a mi hermano». Fernando baja la pistola y desiste de matarlo. Deciden irse juntos de Medellín, pero el muchacho antes de irse quiere comprarle una nevera a su madre y despedirse. Fernando le compra una nevera y Wilmar acompaña al camión que se las transporta. Fernando le espera en el apartamento para marcharse pero Wilmar nunca llega y una amarga llamada culmina con esta historia: Wilmar ha muerto.

## Personajes
- Fernando: un escritor que regresa a su ciudad.
- Alexis: un joven sicario con el cual Fernando entabla una relación sentimental.
- Wilmar: otro joven sicario novio de Fernando. Es el asesino de Alexis.
- La Plaga: apareció en la fiesta junto con Alexis al principio de la película. La Plaga anda casi siempre con "El Difunto" y otro amigo suyo por los parques de Medellín en los cuales se encuentran a Alexis acompañado de Fernando varias veces. Al morir Alexis, La Plaga le cuenta a Fernando que el asesino de Alexis fue Wilmar.
- El Difunto: aparece con La Plaga varias veces en la película. El Difunto es el que le informa a Alexis de los días que van a intentar asesinarlo, incluso le informa como vendrán vestidos y en qué vehículo.
- Alfonso, El amigo de Fernando: es un hombre el cual invita a Fernando a conocer a Alexis en su departamento al principio de la película.

## Controversias
La película provocó en Colombia duras críticas por parte de los sectores conservadores de la sociedad paisa, encabezados por Germán Santamaría, director de la revista Diners, quien en un editorial pidió «sabotear y ojalá prohibir» la exhibición de la producción, que calificó de «siniestra y truculenta» contra Medellín y «contra todo lo colombiano».
En cambio quienes apoyaban la cinta argumentaban que las situaciones que se presentaban en la película no eran producto de la ficción y que reflejaban una problemática latente en los barrios marginados de la ciudad y rechazaron cualquier censura.

## Premios y reconocimientos
- Medalla de Oro de la Presidencia del Senado en el Festival de Cine de Venecia 2000.